# 帆希
加藤 帆希（かとう ほまれ、2004年8月30日 - ）は、日本の男性プロレスラー。静岡県静岡市出身。リングネームは帆希。DRAGON GATE所属。血液型A型。

## 経歴
幼少期から高校まで体操、水球、バスケ、ハンドボールと様々なスポーツを経験。その後、DRAGON GATEのプロレスラーになるという子供の頃からの夢を叶えるため、高校卒業後の2023年4月、DRAGON GATEに入門。入門から半年後の同年10月、入団テストが行われ合格、正式に練習生となった。
2024年9月5日、後楽園ホール大会の望月成晃戦でデビュー。試合に敗れたものの、試合後にGOLD CLASS、BIG HUGのユニットからそれぞれ勧誘を受けるが、これを拒否。ヒールユニットZ-Bratsのリーダーであるシュン・スカイウォーカーに憧れていることを明かす。直後に現れたシュンと握手し、Z-Bratsに加入。デビュー戦でのヒールターンとなった。翌6日、リングネームを加藤帆希から帆希へと変更することを発表した。

## 得意技

### フィニッシュ・ホールド
ファイアーバード・スプラッシュ
モモ☆ラッチ

### 打撃技
トラースキック

## タイトル歴
DRAGON GATE
- オープン・ザ・トライアングルゲート王座

（第93代）（パートナーはISHIN、加藤良輝）
- Rey de Parejas 優勝（2025年）（パートナーはシュン・スカイウォーカー）